# Haven (serie de televisión)
Haven es una serie de televisión de drama sobrenatural basada en la novela de Stephen King Colorado Kid. El show, que se ocupa de sucesos extraños en una ciudad ficticia en Maine llamada Haven, es filmada en la costa sur de Nueva Escocia, Canadá, y es una coproducción americano / canadiense. Es protagonizada por los actores Emily Rose, Lucas Bryant y Eric Balfour, cuyos personajes luchan para ayudar a gente del pueblo con problemas sobrenaturales y proteger la ciudad de los efectos de esos problemas. El show es una creación de los escritores Jim Dunn y Sam Ernst.
El drama es de una hora y la premier fue emitida el 9 de julio de 2010, en Syfy. La serie fue la primera en ser producida por el canal de pago Syfy en todo el mundo, excepto Canadá y Escandinavia. El 12 de octubre de 2011, fue renovada para una tercera temporada de 13 episodios, que comenzó el 21 de septiembre de 2012. El 9 de noviembre de 2012 fue renovada para una cuarta temporada de 13 episodios. El 28 de enero de 2014, varias semanas después del final de su cuarta temporada, SyFy anunció la renovación de Haven para una quinta temporada de 26 episodios.

## Argumento
Cuando la agente del FBI Audrey Parker (Emily Rose) llega a un pueblo pequeño de Haven, Maine, en un caso de rutina, ella pronto se encuentra envuelta cada vez más en el regreso de "Los Problemas", una plaga de aflicciones sobrenaturales que han ocurrido en la ciudad por lo menos dos veces anteriormente. Con una apertura a la posibilidad de lo paranormal, también encuentra una relación personal en Haven que puede llevarla a encontrar a la madre que nunca ha conocido.
Parker comienza a darse cuenta de que su llegada a Haven pudo haber sido planeada y que su nombre e incluso memoria puede no ser la suya. A medida que la serie avanza, descubre más sobre el misterio tanto de Haven como de su verdadera identidad.
Ella y su compañero Nathan Wuornos con frecuencia enfrentan problemas causados tanto por los efectos de los problemas, así como también la gente del pueblo que toman medidas más drásticas contra los que tienen problemas.

## Personajes

### Personajes principales
- Emily Rose como Audrey Parker, la protagonista del show. Aunque originalmente creyendo que es una agente especial del FBI que sale de la oficina para ayudar a lidiar con los problemas, finalmente descubre que la verdad es más complicada de lo que nunca imaginó.
- Lucas Bryant como Nathan Wuornos, Jefe de la policía de Haven. Ayuda a Audrey en el tratamiento de los problemas. Está afectado por un problema que ha eliminado su sentido del tacto.
- Eric Balfour como Duke Crocker, el contrabandista, que participa con frecuencia en las investigaciones. Luego se revela que tiene el poder de detener problemas individuales para el bien, aunque a un precio muy alto.
- Nicholas Campbell como Garland Wuornos (Temporada 1), Duro jefe de Policía de Haven, un veterano de los problemas y padre de Nathan.

### Personajes recurrentes
- Richard Donat como Vince Teagues, artista y editor del "Haven Herald" junto con su hermano Dave Teagues.
- John Dunsworth como Dave Teagues, fotógrafo y editor del "Haven Herald" junto con su hermano Vince Teagues.
- Adam Copeland como Dwight Hendrickson (Temporada 2-), que ayuda a limpiar los efectos de los problemas. Él mismo tiene un problema consistente en atraer las balas, por lo que se ve obligado a usar un chaleco constantemente.
- Bree Williamson como Dr. Claire Callahan (Temporada 3), psiquiatra residente de Haven que se describe como un producto de limpieza mental,[7]
- Stephen McHattie como Ed Driscoll (Temporada 1-2), predicador de Haven con un enfoque indiferente a los problemas.
- Vinessa Antoine como Evi Ryan (Temporada 2), esposa de Duke Crocker, que resurge alegando que quiere ser parte de su vida.
- Laura Mennell como Charlotte Cross (Temporada 5) es la madre de Mara, quien se identificó como epidemióloga de los CDC y se reveló que era la persona que creó el granero.[8]

## Desarrollo y producción
Haven fue originalmente desarrollado por ABC Televisión en el 2007 por los escritores Sam Ernst y Jim Dunn, con la producción de la compañía Piller Segan. Una serie de incidentes, incluyendo la huelga de guionistas en Hollywood de 2007-2008, pusieron la serie en espera. ABC finalmente rechazó el proyecto. Piller Segan luego trató de crear una asociación internacional.[cita requerida]

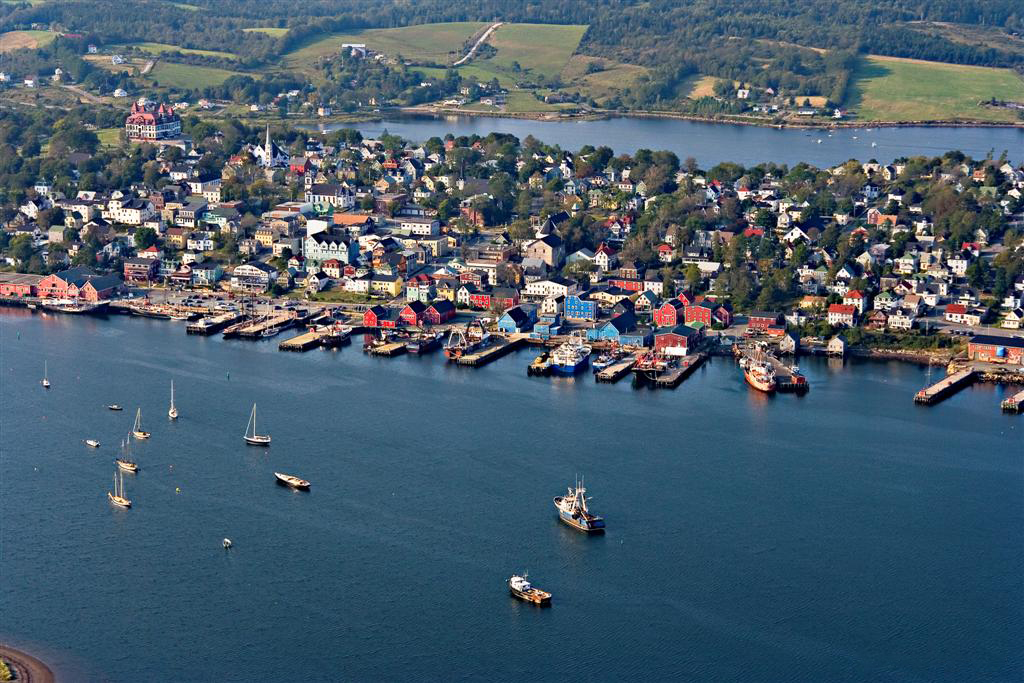
Vista de Lunenburg. La costa se puede ver en varios episodios de Haven.

En septiembre del 2009, E1 Entertainment anunció que estaba trabajando con Stephen King para desarrollar una serie de televisión basada en su novela Colorado Kid. La compañía de entretenimiento ordenó directamente el concepto de serie, con trece episodios planificados. En noviembre, Syfy anunció que adquiría la serie.
El episodio piloto fue escrito por Sam Ernst y Jim Dunn. En febrero de 2010, Emily Rose fue contratada para el personaje principal de Audrey Parker. Eric Balfour y Lucas Bryant suben a bordo más tarde en marzo. El canal canadiense Canwest Global Communications adquirió los derechos de la serie en marzo.
En abril de 2010, Adam Kane firmó para dirigir el piloto. La producción comenzó el 20 de abril en Halifax, Nueva Escocia y áreas cercanas. La filmación ocurrió principalmente en Chester, Nueva Escocia (incluyendo el uso de la arena local como un estudio) y a lo largo de la costa sur de la provincia canadiense, incluyendo Lunenburg, Halifax, y Mahone Bay.[cita requerida]
La premier de la serie, "Welcome to Haven", fue emitida por Syfy en EE. UU. el 9 de julio de 2010, y en Showcase en Canadá el 12 de julio. El show estuvo disponible para el mercado internacional en octubre de 2010.
El 12 de octubre de 2011, Syfy anunció que la serie había sido renovada para una tercera temporada de 13 episodios que empezaría el 21 de septiembre de 2012.

## Recepción
Haven, se estrenó con críticas mixtas de los críticos, su primera temporada con la consecución de metascore de 53 (sobre 100) de acuerdo con Metacritic. Glenn Garvin de Miami Herald la encontró "muy exitosa", como una "narrativa excéntrica, un poco dañada con los personajes pero en última instancia caliente", mientras Robert Bianco de USA Today la calificó de "ridículo ver un drama sobrenatural que desperdicia una actuación perfectamente buena de Emily Rose".